# Tirreno-Adriatico 2024
La Tirreno-Adriatico 2024, cinquantanovesima edizione della corsa, valida come settima prova del calendario UCI World Tour 2024 categoria 2.UWT, si svolse in sette tappe dal 4 al 10 marzo 2024 su un percorso di 1 118 km, con partenza da Lido di Camaiore, sede della cronometro individuale d'apertura, ed arrivo a San Benedetto del Tronto in Italia. La vittoria fu appannaggio del danese Jonas Vingegaard, il quale completò il percorso in 26h22'23", alla media di 47,179 km/h, davanti allo spagnolo Juan Ayuso ed all'australiano Jai Hindley.
La corsa toccò quattro regioni dell'Italia centrale: la Toscana, l'Umbria, l'Abruzzo e le Marche.

## Tappe
| Tappa  | Data     | Percorso                                                | km    | Vincitore di tappa | Leader cl. generale |  |
| ------ | -------- | ------------------------------------------------------- | ----- | ------------------ | ------------------- |  |
| 1ª     | 4 marzo  | Lido di Camaiore > Lido di Camaiore (cron. individuale) | 10    | Juan Ayuso         | Juan Ayuso          |  |
| 2ª     | 5 marzo  | Camaiore > Follonica                                    | 198   | Jasper Philipsen   | Juan Ayuso          |  |
| 3ª     | 6 marzo  | Volterra > Gualdo Tadino                                | 225   | Phil Bauhaus       | Juan Ayuso          |  |
| 4ª     | 7 marzo  | Arrone > Giulianova                                     | 207   | Jonathan Milan     | Jonathan Milan      |  |
| 5ª     | 8 marzo  | Torricella Sicura > Valle Castellana                    | 144   | Jonas Vingegaard   | Jonas Vingegaard    |  |
| 6ª     | 9 marzo  | Sassoferrato > Cagli (Monte Petrano)                    | 180   | Jonas Vingegaard   | Jonas Vingegaard    |  |
| 7ª     | 10 marzo | San Benedetto del Tronto > San Benedetto del Tronto     | 154   | Jonathan Milan     | Jonas Vingegaard    |  |
| Totale | Totale   | Totale                                                  | 1 118 |                    |                     |  |

## Squadre e corridori partecipanti
| N.      | Cod. | Squadra                         |
| ------- | ---- | ------------------------------- |
| 1-7     | JAY  | Team Jayco AlUla                |
| 11-17   | ADC  | Alpecin-Deceuninck              |
| 21-27   | ARK  | Arkéa-B&B Hotels                |
| 31-37   | AST  | Astana Qazaqstan Team           |
| 41-47   | BOH  | Bora-Hansgrohe                  |
| 51-57   | COF  | Cofidis                         |
| 61-67   | COR  | Corratec Vini Fantini           |
| 71-77   | DAT  | Decathlon AG2R La Mondiale Team |
| 81-87   | EFE  | EF Education-EasyPost           |
| 91-97   | GFC  | Groupama-FDJ                    |
| 101-107 | IGD  | Ineos Grenadiers                |
| 111-117 | IWA  | Intermarché-Wanty               |
| 121-127 | IPT  | Israel-Premier Tech             |

| N.      | Cod. | Squadra                       |
| ------- | ---- | ----------------------------- |
| 131-137 | LTK  | Lidl-Trek                     |
| 141-147 | MOV  | Movistar Team                 |
| 151-157 | Q36  | Q36.5 Pro Cycling Team        |
| 161-167 | SOQ  | Soudal Quick-Step             |
| 171-177 | DSP  | Team DSM-Firmenich PostNL     |
| 181-187 | PTK  | Team Polti Kometa             |
| 191-197 | TVL  | Team Visma-Lease a Bike       |
| 201-207 | TUD  | Tudor Pro Cycling Team        |
| 211-217 | UAE  | UAE Team Emirates             |
| 221-227 | UXM  | Uno-X Mobility                |
| 231-237 | VBF  | VF Group-Bardiani CSF-Faizanè |
| 241-247 | TBV  | Bahrain Victorious            |

## Dettagli delle tappe

### 1ª tappa
- 4 marzo: Lido di Camaiore > Lido di Camaiore  – Cronometro individuale – 10 km

Risultati
| Pos. | Corridore      | Squadra | Tempo  |
| ---- | -------------- | ------- | ------ |
| 1    | Juan Ayuso     | UAE     | 11'24" |
| 2    | Filippo Ganna  | Ineos   | a 1"   |
| 3    | Jonathan Milan | Lidl    | a 12"  |

| Pos. | Corridore      | Squadra | Tempo  |
| ---- | -------------- | ------- | ------ |
| 1    | Juan Ayuso     | UAE     | 11'24" |
| 2    | Filippo Ganna  | Ineos   | a 1"   |
| 3    | Jonathan Milan | Lidl    | a 12"  |

### 2ª tappa
- 5 marzo: Camaiore > Follonica – 198 km

Risultati
| Pos. | Corridore        | Squadra | Tempo    |
| ---- | ---------------- | ------- | -------- |
| 1    | Jasper Philipsen | Alpecin | 4h32'07" |
| 2    | Tim Merlier      | Soudal  | s.t.     |
| 3    | Axel Zingle      | Cofidis | s.t.     |

| Pos. | Corridore      | Squadra | Tempo    |
| ---- | -------------- | ------- | -------- |
| 1    | Juan Ayuso     | UAE     | 4h43'31" |
| 2    | Filippo Ganna  | Ineos   | a 1"     |
| 3    | Jonathan Milan | Lidl    | a 12"    |

### 3ª tappa
- 6 marzo: Volterra > Gualdo Tadino – 225 km

Risultati
| Pos. | Corridore       | Squadra | Tempo    |
| ---- | --------------- | ------- | -------- |
| 1    | Phil Bauhaus    | Bahrain | 5h25'51" |
| 2    | Jonathan Milan  | Lidl    | s.t.     |
| 3    | Kévin Vauquelin | Arkéa   | s.t.     |

| Pos. | Corridore       | Squadra | Tempo     |
| ---- | --------------- | ------- | --------- |
| 1    | Juan Ayuso      | UAE     | 10h09'22" |
| 2    | Jonathan Milan  | Lidl    | a 6"      |
| 3    | Kévin Vauquelin | Arkéa   | a 14"     |

### 4ª tappa
- 7 marzo: Arrone > Giulianova – 207 km

Risultati
| Pos. | Corridore        | Squadra | Tempo    |
| ---- | ---------------- | ------- | -------- |
| 1    | Jonathan Milan   | Lidl    | 4h56'44" |
| 2    | Jasper Philipsen | Alpecin | s.t.     |
| 3    | Corbin Strong    | Israel  | s.t.     |

| Pos. | Corridore       | Squadra | Tempo     |
| ---- | --------------- | ------- | --------- |
| 1    | Jonathan Milan  | Lidl    | 15h06'02" |
| 2    | Juan Ayuso      | UAE     | a 4"      |
| 3    | Kévin Vauquelin | Arkéa   | a 18"     |

### 5ª tappa
- 8 marzo: Torricella Sicura > Valle Castellana – 144 km

Risultati
| Pos. | Corridore        | Squadra | Tempo    |
| ---- | ---------------- | ------- | -------- |
| 1    | Jonas Vingegaard | Visma   | 3h28'27" |
| 2    | Juan Ayuso       | UAE     | a 1'12"  |
| 3    | Jai Hindley      | Bora    | s.t.     |

| Pos. | Corridore        | Squadra | Tempo     |
| ---- | ---------------- | ------- | --------- |
| 1    | Jonas Vingegaard | Visma   | 18h34'45" |
| 2    | Juan Ayuso       | UAE     | a 54"     |
| 3    | Jai Hindley      | Bora    | a 1'20"   |

### 6ª tappa
- 9 marzo: Sassoferrato > Cagli (Monte Petrano) – 180 km

Risultati
| Pos. | Corridore        | Squadra | Tempo    |
| ---- | ---------------- | ------- | -------- |
| 1    | Jonas Vingegaard | Visma   | 4h31'57" |
| 2    | Juan Ayuso       | UAE     | a 26"    |
| 3    | Jai Hindley      | Bora    | s.t.     |

| Pos. | Corridore        | Squadra | Tempo     |
| ---- | ---------------- | ------- | --------- |
| 1    | Jonas Vingegaard | Visma   | 23h06'32" |
| 2    | Juan Ayuso       | UAE     | a 1'24"   |
| 3    | Jai Hindley      | Bora    | a 1'52"   |

### 7ª tappa
- 10 marzo: San Benedetto del Tronto > San Benedetto del Tronto – 154 km

Risultati
| Pos. | Corridore          | Squadra  | Tempo    |
| ---- | ------------------ | -------- | -------- |
| 1    | Jonathan Milan     | Lidl     | 3h15'51" |
| 2    | Alexander Kristoff | Uno-X    | s.t.     |
| 3    | Davide Cimolai     | Movistar | s.t.     |

| Pos. | Corridore        | Squadra | Tempo     |
| ---- | ---------------- | ------- | --------- |
| 1    | Jonas Vingegaard | Visma   | 26h22'23" |
| 2    | Juan Ayuso       | UAE     | a 1'24"   |
| 3    | Jai Hindley      | Bora    | a 1'52"   |

## Evoluzione delle classifiche
| Tappa              | Vincitore          | Classifica generale Maglia azzurra | Classifica a punti Maglia ciclamino | Classifica scalatori Maglia verde | Classifica giovani Maglia bianca | Classifica a squadre |
| ------------------ | ------------------ | ---------------------------------- | ----------------------------------- | --------------------------------- | -------------------------------- | -------------------- |
| 1ª                 | Juan Ayuso         | Juan Ayuso                         | Juan Ayuso                          | non assegnata                     | Juan Ayuso                       | UAE Team Emirates    |
| 2ª                 | Jasper Philipsen   | Juan Ayuso                         | Juan Ayuso                          | Davide Bais                       | Juan Ayuso                       | UAE Team Emirates    |
| 3ª                 | Phil Bauhaus       | Juan Ayuso                         | Jonathan Milan                      | Richard Carapaz                   | Juan Ayuso                       | UAE Team Emirates    |
| 4ª                 | Jonathan Milan     | Jonathan Milan                     | Jonathan Milan                      | Davide Bais                       | Jonathan Milan                   | UAE Team Emirates    |
| 5ª                 | Jonas Vingegaard   | Jonas Vingegaard                   | Jonathan Milan                      | Jonas Vingegaard                  | Juan Ayuso                       | UAE Team Emirates    |
| 6ª                 | Jonas Vingegaard   | Jonas Vingegaard                   | Juan Ayuso                          | Jonas Vingegaard                  | Juan Ayuso                       | UAE Team Emirates    |
| 7ª                 | Jonathan Milan     | Jonas Vingegaard                   | Jonathan Milan                      | Jonas Vingegaard                  | Juan Ayuso                       | UAE Team Emirates    |
| Classifiche finali | Classifiche finali | Jonas Vingegaard                   | Jonathan Milan                      | Jonas Vingegaard                  | Juan Ayuso                       | UAE Team Emirates    |

Maglie indossate da altri ciclisti in caso di due o più maglie vinte
- Nella 2ª tappa Filippo Ganna ha indossato la maglia ciclamino al posto di Juan Ayuso.
- Nella 2ª e 3ª tappa Jonathan Milan ha indossato la maglia bianca al posto di Juan Ayuso.
- Nella 3ª tappa Jasper Philipsen ha indossato la maglia ciclamino al posto di Juan Ayuso.
- Nella 4ª tappa Kévin Vauquelin ha indossato la maglia bianca al posto di Juan Ayuso.
- Nella 5ª tappa Jasper Philipsen ha indossato la maglia ciclamino al posto di Jonathan Milan e Juan Ayuso ha indossato quella bianca al posto di Jonathan Milan.
- Nella 6ª e 7ª tappa Isaac Del Toro ha indossato la maglia verde al posto di Jonas Vingegaard.
- Nella 7ª tappa Thymen Arensman ha indossato la maglia bianca al posto di Juan Ayuso.

## Classifiche finali

### Classifica generale - Maglia azzurra
| Pos. | Corridore         | Squadra   | Tempo     |
| ---- | ----------------- | --------- | --------- |
| 1    | Jonas Vingegaard  | Visma     | 26h22'23" |
| 2    | Juan Ayuso        | UAE       | a 1'24"   |
| 3    | Jai Hindley       | Bora      | a 1'52"   |
| 4    | Isaac Del Toro    | UAE       | a 2'20"   |
| 5    | Ben O'Connor      | Decathlon | a 2'24"   |
| 6    | Thymen Arensman   | Ineos     | a 2'25"   |
| 7    | Cian Uijtdebroeks | Visma     | a 3'10"   |
| 8    | Lennard Kämna     | Bora      | a 4'02"   |
| 9    | Thomas Pidcock    | Ineos     | a 4'05"   |
| 10   | Kévin Vauquelin   | Arkéa     | a 4'24"   |

### Classifica a punti - Maglia ciclamino
| Pos. | Corridore        | Squadra | Punti |
| ---- | ---------------- | ------- | ----- |
| 1    | Jonathan Milan   | Lidl    | 44    |
| 2    | Juan Ayuso       | UAE     | 33    |
| 3    | Jasper Philipsen | Alpecin | 29    |
| 4    | Jonas Vingegaard | Visma   | 26    |
| 5    | Jai Hindley      | Bora    | 16    |

### Classifica scalatori - Maglia verde
| Pos. | Corridore        | Squadra | Punti |
| ---- | ---------------- | ------- | ----- |
| 1    | Jonas Vingegaard | Visma   | 30    |
| 2    | Juan Ayuso       | UAE     | 17    |
| 3    | Isaac Del Toro   | UAE     | 15    |
| 4    | Ben Healy        | EF      | 9     |
| 5    | Jai Hindley      | Bora    | 9     |

### Classifica giovani - Maglia bianca
| Pos. | Corridore         | Squadra | Tempo     |
| ---- | ----------------- | ------- | --------- |
| 1    | Juan Ayuso        | UAE     | 26h23'47" |
| 2    | Isaac Del Toro    | UAE     | a 56"     |
| 3    | Thymen Arensman   | Ineos   | a 1'01"   |
| 4    | Cian Uijtdebroeks | Visma   | a 1'46"   |
| 5    | Thomas Pidcock    | Ineos   | a 2'41"   |

### Classifica a squadre
| Pos. | Squadra               | Tempo     |
| ---- | --------------------- | --------- |
| 1    | UAE Team Emirates     | 79h16'40" |
| 2    | Ineos Grenadiers      | a 2'09"   |
| 3    | Bora-Hansgrohe        | a 6'33"   |
| 4    | Movistar Team         | a 7'44"   |
| 5    | Astana Qazaqstan Team | a 13'09"  |